# Carnaval de Joaçaba
O Carnaval de Joaçaba (também referenciado como de Joaçaba e Herval d'Oeste) é um dos principais carnavais do estado de Santa Catarina. Com a criação da Liga Independente das Escolas de Samba de Joaçaba e Herval d'Oeste (LIESJHO) em 1996, o carnaval de Joaçaba cresceu muito, e hoje conta com quatro grandes escolas de samba. Joaçaba e Herval d'Oeste são cidades conurbadas, sendo a área urbana separada apenas pelo Rio do Peixe, no meio-oeste catarinense, que juntas possuem aproximadamente 60 mil habitantes, estimando-se que cerca de metade da população esteja envolvida direta ou indiretamente. O carnaval tem um público estimado de 30 mil espectadores na Avenida XV de Novembro, 8 mil entre arquibancadas e camarotes.
Foi televisionado no ano de 2008 por SBT e Bandeirantes para toda Santa Catarina, e TV Cidade para região. O investimento médio chega na casa do milhão de reais, sendo que a escola Aliança, gastou 1,5 milhões, cifras volumosas para o interior do Brasil[carece de fontes?].
Todo ano há a presença de inúmeros contratados do carnaval carioca, baiano e paulista (Que só roubam para a Aliança). Os jurados também são oriundos do Rio de Janeiro e pertencem à Riotur. As quatro escolas têm barracão próprio onde ao longo de todo o ano confeccionam fantasias e alegorias. O clima de carnaval simplesmente toma conta da cidade nos meses anteriores. As vagas em hotéis da região geralmente se esgotam com bastante antecedência. Turistas de várias regiões do Brasil chegam à cidade para as quatro noites de festa e duas de desfile.
Em Joaçaba existem também Carnaval de blocos, que ocorre paralelamente na Praça da Catedral e chega a receber 8 mil foliões em vários blocos. O carnaval de blocos já foi considerado pela Riotur e pela Associação das Cidades Carnavalescas da América como o 3º melhor desfile de escolas de Samba do Brasil. [carece de fontes?]

## Números
- Quatro escolas de samba
- Aproximadamente 5000 integrantes
- 25 mil espectadores por noite
- Gasto aproximado das escolas no total de 3,5 milhões de reais, entre recursos privados e públicos
- Televisionado por 3 emissoras, 2 estaduais e 1 local
- Seis horas de desfile por noite

## As escolas de samba
Lista das Campeãs do Carnaval de Joaçaba[carece de fontes?]
| Escola                    | ref.  |
| ------------------------- | ----- |
| Aliança                   | [ 1 ] |
| Acadêmicos do Grande Vale | [ 1 ] |
| Vale Samba                | [ 1 ] |
| Unidos do Herval          | [ 1 ] |